# Kabinett Wakatsuki II
Das zweite Kabinett Wakatsuki (jap. 第二次若槻内閣, dai-niji Wakatsuki naikaku) regierte das Kaiserreich Japan unter Premierminister Baron Wakatsuki Reijirō vom 14. April bis zum 13. Dezember 1931.
Am 13. April 1931 wurde Wakatsuki zum Nachfolger von Hamaguchi Osachi als Parteivorsitzender der (Rikken) Minseitō, der wegen seines angeschlagenen Gesundheitszustandes zurücktreten wollte. Einen Tag später wurde Wakatsuki vom Shōwa-Tennō (zu Lebzeiten: Hirohito) zum Premierminister ernannt. Die meisten Minister wurden aus dem Vorgängerkabinett übernommen. Wakatsuki selbst war zwar wie Hamaguchi Mitglied des Kizokuin, des adligen Oberhauses, viele Minister waren aber für die Minseitō Abgeordnete im Shūgiin, dem gewählten Unterhaus des Reichstages.
Das Kaiserliche Heer ging eigenmächtig auf dem Festland vor und löste im September 1931 mit dem Mukden-Zwischenfall die Mandschurei-Krise aus, bis Ende 1931 hatte es weite Teile der Mandschurei erobert. Öffentlichkeit und Medien unterstützten die Position des Militärs gegen die Parteipolitiker, und die politische Position des Kabinetts Wakatsuki war so schwach, dass das Militär dessen Forderungen nach einer diplomatischen Lösung in Fortsetzung der „Shidehara-Diplomatie“ folgenlos ignorierte. Wie schon im März versuchten im Oktober nationalistische Gruppen um das Sakurakai die Regierung durch Putsch zu stürzen.
Im Dezember 1931 trat das Kabinett Wakatsuki schließlich geschlossen zurück, als auch im Kabinett Forderungen nach einer Zusammenarbeit beider großer Parteien in einer „Regierung der nationalen Einheit“ laut wurden. Zum Nachfolger wurde der Seiyūkai-Vorsitzende Inukai Tsuyoshi ernannt, der aber ein reines Seiyūkai-Kabinett nominierte. Inukai wollte unter anderem den Goldstandard aufgeben – durch das Festhalten daran hatten die Minseitō-Regierungen die Auswirkungen der Weltwirtschaftskrise verschärft –, und außerdem stand das Seiyūkai für aggressivere Außenpolitik („Tanaka-Diplomatie“), die einerseits einen diplomatischen Ausgleich mit der Republik China ermöglichen sollte, andererseits aber den Einmarsch in der Mandschurei als geschaffene Tatsache akzeptieren konnte, um so eine direkte Machtübernahme des Militärs zu verhindern.

## Staatsminister
| Amt                                     | Name                                          | Kammer (Wahlkreis/Methode) | Fraktion/Partei  |
| --------------------------------------- | --------------------------------------------- | -------------------------- | ---------------- |
| Premierminister                         | Baron Wakatsuki Reijirō                       | Kizokuin (Ernennung)       | ?/Minseitō       |
| Außenminister                           | Baron Shidehara Kijūrō                        | Kizokuin (Ernennung)       | Dōwakai/Minseitō |
| Innenminister                           | Adachi Kenzō                                  | Shūgiin (Kumamoto 2)       | Minseitō         |
| Finanzminister                          | Inoue Junnosuke                               | Kizokuin                   |                  |
| Heeresminister                          | General Minami Jirō                           | –                          | –                |
| Marineminister                          | Admiral Abo Kiyokazu                          | –                          | –                |
| Justizminister                          | Watanabe Chifuyu                              | Kizokuin (Ernennung)       | Kenkyūkai        |
| Kultusminister                          | Tanaka Ryūzō                                  | Shūgiin (Akita 1)          | Minseitō         |
| Minister für Landwirtschaft und Forsten | Machida Chūji                                 | Shūgiin (Akita 1)          | Minseitō         |
| Minister für Industrie und Handel       | Sakurauchi Yukio                              | Shūgiin (Shimane 1)        | Minseitō         |
| Kommunikationsminister                  | Koizumi Matajirō                              | Shūgiin (Kanagawa 2)       | Minseitō         |
| Eisenbahnminister                       | Egi Tasuku bis 10. September 1931             | Kizokuin                   |                  |
| Eisenbahnminister                       | Hara Shūjirō ab 10. September 1931            | Shūgiin (Ibaraki 3)        | Minseitō         |
| Kolonialminister                        | Hara Shūjirō bis 10. September 1931           | Shūgiin (Ibaraki 3)        | Minseitō         |
| Kolonialminister                        | Baron Wakatsuki Reijirō ab 10. September 1931 | Kizokuin (Ernennung)       | ?/Minseitō       |

## Andere Positionen
| Amt                              | Name                                  | Kammer (Wahlkreis/Methode) | Fraktion |
| -------------------------------- | ------------------------------------- | -------------------------- | -------- |
| Leiter des Kabinettssekretariats | Kawasaki Takukichi                    |                            |          |
| Leiter des Legislativbüros       | Takeuchi Sakuhei bis 8. November 1931 | Shūgiin (Osaka 3)          | Minseitō |
| Leiter des Legislativbüros       | Saitō Takao ab 8. November 1931       | Shūgiin (Hyōgo 5)          | Minseitō |